# Christian Payan
Christian Payán (nació en febrero de 1967 en Francia) es un futbolista retirado francés que jugaba como portero. agente jugadores FIFA, entrenador y director deportivo profesional.

## Biografía
Payán desde el decenio de 1980 la defensa de los africanos contra el Racismo y participarán de la Gran Jubileo Roger Milla, en Yaundé (Camerún) en enero de 1988 en el mantenimiento de los objetivos de la selección de los jugadores Roger Milla. Él también participará en el Jubileo en 1986 y Jubileo Saar Boubacar Ba Ibrahima Eusebio, en 1989 en Dakar (Senegal). En 1993 será uno de los principales jugadores activos durante la ocupación de los locales de la FFF para protestar por las decisiones de la LNF adhesión contra el Lyon Duchère Liga 2. En enero de 1996 se organizará una nueva huelga de los jugadores Duchère Lyon (pagado) justo antes de un partido contra el AJ Auxerre. En abril de 1996 será la 3 ª franceses han desarrollado un campeonato en el fútbol de América del Norte (Fútbol). Él terminará su carrera como jugador para la temporada 1998/1999 en compañía de Jean Luc Sassus y Alberto Márcico club FC Labège. Christian Payán jugará su último partido oficial en diciembre de 1999, fecha en que fue dejado de jugar, el club Labège recurrirá a él para el partido contra Francia 32a contra el Olympique Nimes. 
Salió de Francia en 1999 y se convertirá en una de los jugadores agente aprobado por la FIFA en 2000 y es uno de los agente más joven en el momento. 
En 2002 fue el primer oficial que, junto con el jugador Ferdinand Coly, hizo suspender a un club de la Serie A, Verona, en Italia, profération gritos de los monos por motivos raciales en las gradas. 
Él Sylvain Wiltord para firmar de Arsenal a Olympique Lyonnais, en agosto de 2004. [Ref. http://coolissport.fr/interview-christian-payan-agent-de-joueurs-de-football-partie-1/ Archivado el 4 de marzo de 2014 en Wayback Machine.]. 
Él firmó Ferdinand Coly de Peruggia a Parma AC en 2005. 
Él firmó Juan Pablo Sorin de FC Barcelona a Paris Saint Germain en 2003.
Él firmó Juan Pablo Sorin a SV Hamburgo en 2006.
También es agente afiliado The FA (Federación inglesa). 
En diciembre de 2014, Christian Payan eliminó sus licencias de agente para trabajar en las federaciones afiliadas a la FIFA.
En abril de 2015, Christian Payan trabaja en la Fédération de Soccer du Quebec (Canadá) en los reglamentos y las transferencias internacionales.
Payan es Campeón del Québec Vetérano con el Club de Soccer Longueuil en septiembre de 2015.
En febrero de 2016, Payan firma un contrato de 3 años como Director Deportivo en el Club Soccer Energie (Shawinigan) Quebec - Canadá.
La temporada 2018/19 como Director General y Deportivo del club AC Vicenza (Serie C -Italia) 
En octubre de 2019, Payan recoge su licencia de Agente Jugadores en la F.F.F (Francia) y A.C.S (Canada)

## Clubes
- 1985/1986: Luynes Sport (Francia)
- 1986/1988: FC Martigues (Francia)
- 1988/1990: JGA Nevers (Francia)
- 1990/1993: FC Villefranche Beaujolais (Francia)
- 1993/1996: AS Lyon Duchère (Francia)
- 03/1996-08/96: Montreal Impact (Canadá) (Confédération Nord APSL USA Soccer)
- 1996/1998: Athlétic Club Arlésien (Francia)
- 1998/1999: C Labège EF (Francia)

- 2000/2014: Agente Jugadores Fútbol FIFA , FFF y The FA.
- 2015/03-2018: Fédération de Soccer du Quebec
- 2015  : Campeón Veterano Quebec Club Soccer Longueuil
- 2016/03-2018  Director Deportivo  Club Soccer Energie
- 2018/04-2018/10  Director Deportivo  AC Vicenza 1902
- 2019/10-.... Agente Jugadores Fútbol FIFA , FFF (Francia) y ACS (Canada)